# (496) Gryphia
(496) Gryphia – planetoida z pasa głównego asteroid.

## Odkrycie
Została odkryta 25 października 1902 roku w Landessternwarte Heidelberg-Königstuhl, w Heidelbergu przez Maxa Wolfa. Nazwa planetoidy pochodzi od Andreasa Gryphiusa, niemieckiego poety i dramaturga. Przed jej nadaniem planetoida nosiła oznaczenie tymczasowe (496) 1902 KH.

## Orbita
(496) Gryphia okrąża Słońce w ciągu 3 lat i 96 dni w średniej odległości 2,2 j.a. Planetoida należy do rodziny planetoidy Flora nazywanej też czasem rodziną Ariadne.